# Liste des ministres grecs de la Défense
Cette page donne la liste des ministres grecs à la tête du ministère de la Défense nationale (Grèce) et des Forces armées grecques.

## Ministres des Affaires militaires, 1899–1946
| # | Nom                                      | Début             | Fin               | Parti                                  |
| - | ---------------------------------------- | ----------------- | ----------------- | -------------------------------------- |
|   | Konstantinos Koumoundouros (en)          | 14 avril 1899     | 11 janvier 1900   |                                        |
|   | Nikolaos Tsamandos                       | 11 janvier 1900   | 14 novembre 1901  |                                        |
|   | Georgios Korpas                          | 25 novembre 1901  | 6 décembre 1902   |                                        |
|   | Colonel Lymbrittis                       | 7 décembre 1902   | 27 juin 1903      |                                        |
|   | Alexios Grivas                           | 28 juin 1903      | 11 juillet 1903   |                                        |
|   | Ioannis Konstantinidis                   | 11 juillet 1903   | 19 décembre 1903  |                                        |
|   | Konstantinos Smolenskis                  | 19 décembre 1903  | 29 décembre 1904  |                                        |
|   | Kyriakos Mavromichalis                   | 29 décembre 1904  | 30 juillet 1905   |                                        |
|   | Vasileios Boudouris                      | 30 juillet 1905   | 21 décembre 1905  |                                        |
|   | Geórgios Theotókis                       | 21 décembre 1905  | 29 juillet 1909   |                                        |
|   | Colonel Emmanouil Manousogiannakis (en)  | 29 juillet 1909   | 28 août 1909      |                                        |
|   | Leonidas Lapathiotis                     | 31 août 1909      | 30 décembre 1909  |                                        |
|   | Ioannis Konstantinidis                   | 30 décembre 1909  | 31 janvier 1910   |                                        |
|   | Nikólaos Zorbás                          | 31 janvier 1910   | 18 octobre 1910   |                                        |
|   | Elefthérios Venizélos                    | 18 octobre 1910   | 10 mars 1915      |                                        |
|   | Dimítrios Goúnaris                       | 10 mars 1915      | 23 août 1915      |                                        |
|   | Panagiótis Danglís                       | 23 août 1915      | 7 octobre 1915    |                                        |
|   | Ioannis Giannakitsas                     | 7 octobre 1915    | 7 novembre 1915   |                                        |
|   | Major général Konstantinos Kallaris (en) | 22 juin 1916      | 16 septembre 1916 |                                        |
|   | Nikólaos Kalogerópoulos                  | 16 septembre 1916 | 9 octobre 1916    |                                        |
|   | Nikolaos Drakos                          | 10 octobre 1916   | 27 juin 1917      |                                        |
|   | Elefthérios Venizélos                    | 27 juin 1917      | 26 septembre 1917 |                                        |
|   | Lt général Panagiótis Danglís            | 26 septembre 1917 | 11 janvier 1918   |                                        |
|   | Elefthérios Venizélos                    | 11 janvier 1918   | 28 novembre 1918  |                                        |
|   | Alexios Grivas                           | 28 novembre 1918  | 18 novembre 1920  |                                        |
|   | Dimítrios Goúnaris                       | 18 novembre 1920  | 8 avril 1921      |                                        |
|   | Nikólaos Theotókis                       | 8 avril 1921      | 16 mai 1922       |                                        |
|   | Nikólaos Strátos                         | 16 mai 1922       | 22 mai 1922       |                                        |
|   | Nikólaos Theotókis                       | 22 mai 1922       | 9 septembre 1922  |                                        |
|   | Nikólaos Triantaphyllákos                | 10 septembre 1922 | 29 septembre 1922 |                                        |
|   | Major général Theódoros Pángalos         | 14 novembre 1922  | 12 décembre 1922  |                                        |
|   | Colonel Stylianós Gonatás                | 12 décembre 1922  | 9 janvier 1923    | Premier ministre, ministre pro tempore |
|   | Periklís Pierrákos Mavromichális         | 9 janvier 1923    | 24 juin 1923      |                                        |
|   | Colonel Stylianós Gonatás                | 24 juin 1923      | 29 août 1923      | Également Premier ministre             |
|   | Periklís Pierrákos Mavromichális         | 29 août 1923      | 18 octobre 1923   |                                        |
|   | Colonel Stylianós Gonatás                | 18 octobre 1923   | 3 novembre 1923   | Premier ministre, ministre pro tempore |
|   | Major général Konstantinos Manetas (en)  | 3 novembre 1923   | 11 janvier 1924   |                                        |
|   | Konstantinos Gondikas                    | 11 janvier 1924   | 12 mars 1924      |                                        |
|   | Geórgios Kondýlis                        | 12 mars 1924      | 11 juin 1924      |                                        |
|   | Theódoros Pángalos                       | 11 juin 1924      | 24 juillet 1924   |                                        |
|   | Georgios Katechakis (en)                 | 24 juillet 1924   | 9 mars 1925       |                                        |
|   | Konstantinos Gondikas                    | 9 mars 1925       | 26 juin 1925      |                                        |
|   | Theódoros Pángalos                       | 26 juin 1925      | 19 juillet 1926   |                                        |
|   | Charalambos Tseroulis (en)               | 19 juillet 1926   | 23 août 1926      |                                        |
|   | Geórgios Kondýlis                        | 26 août 1926      | 4 décembre 1926   |                                        |
|   | Alexandros Mazarakis-Ainian (en)         | 4 décembre 1926   | 4 juillet 1928    |                                        |
|   | Themistoklís Sofoúlis                    | 4 juillet 1928    | 11 novembre 1930  |                                        |
|   | Elefthérios Venizélos                    | 11 novembre 1930  | 23 décembre 1930  |                                        |
|   | Georgios Katechakis                      | 23 décembre 1930  | 26 mai 1932       |                                        |
|   | Aléxandros Papanastasíou                 | 26 mai 1932       | 3 juin 1932       |                                        |
|   | Theodoros Chavinis                       | 5 juin 1932       | 31 octobre 1932   |                                        |
|   | Geórgios Kondýlis                        | 3 novembre 1932   | 13 janvier 1933   |                                        |
|   | Georgios Katechakis                      | 16 janvier 1933   | 6 mars 1933       |                                        |
|   | Aléxandros Othonaíos                     | 6 mars 1933       | 8 mars 1933       |                                        |
|   | Geórgios Kondýlis                        | 10 mars 1933      | 20 mars 1935      |                                        |
|   | Ioánnis Metaxás                          | 5 mars 1935       | 13 mars 1935      |                                        |
|   | Geórgios Kondýlis                        | 20 mars 1935      | 10 octobre 1935   |                                        |
|   | Major général Aléxandros Papágos         | 10 octobre 1935   | 25 novembre 1935  |                                        |
|   | Konstantínos Demertzís                   | 30 novembre 1935  | 5 mars 1935       |                                        |
|   | Ioánnis Metaxás                          | 14 mars 1936      | 29 janvier 1941   |                                        |
|   | Aléxandros Korizís                       | 29 janvier 1941   | 18 avril 1941     |                                        |
|   | Theodoros Panagakos                      | 21 avril 1941     | 2 juin 1941       |                                        |
|   | Stylianos Dimitrikakis                   | 2 juin 1941       | 4 mai 1942        |                                        |
|   | Panagiótis Kanellópoulos                 | 4 mai 1942        | 16 mars 1943      |                                        |
|   | Vyron Karapanagiotis (el)                | 16 mars 1943      | 3 avril 1944      |                                        |
|   | Sophoklís Venizélos                      | 13 avril 1944     | 23 avril 1944     |                                        |
|   | Geórgios Papandréou                      | 28 mai 1944       | 31 décembre 1944  |                                        |
|   | Nikólaos Plastíras                       | 3 janvier 1945    | 7 avril 1945      |                                        |
|   | Vice-amiral Pétros Voúlgaris             | 9 avril 1945      | 11 août 1945      |                                        |
|   | Alexandros Merentitis (en)               | 11 août 1945      | 1er novembre 1945 |                                        |
|   | Spyridon Georgoulis                      | 1er novembre 1945 | 20 novembre 1945  |                                        |
|   | Theodoros Manetas (el)                   | 22 novembre 1945  | 4 avril 1946      |                                        |

## Ministre des Affaires militaires, navales et de l'Aviation, 1946
| # | Nom                  | Début        | Fin             | Parti           |
| - | -------------------- | ------------ | --------------- | --------------- |
|   | Petros Mavromichalis | 4 avril 1946 | 3 novembre 1946 | Parti du peuple |

## Ministres des Affaires militaires, 1946–1950
| # | Nom                      | Début            | Fin              | Parti                         |
| - | ------------------------ | ---------------- | ---------------- | ----------------------------- |
|   | Philippos Dragoumis (el) | 4 novembre 1946  | 24 janvier 1947  | Parti du peuple               |
|   | Georgios Stratos         | 27 janvier 1947  | 12 novembre 1948 | Parti du peuple               |
|   | Konstantinos Rendis (el) | 18 novembre 1948 | 19 janvier 1949  | Parti libéral                 |
|   | Panagiótis Kanellópoulos | 20 janvier 1949  | 6 janvier 1950   | Parti unioniste national (el) |

## Ministre des Affaires militaires, navales et de l'Aviation, 1950
| # | Nom                      | Début          | Fin           | Parti                         |
| - | ------------------------ | -------------- | ------------- | ----------------------------- |
|   | Ioánnis Theotókis        | 7 janvier 1950 | 23 mars 1950  |                               |
|   | Panagiótis Kanellópoulos | 23 mars 1950   | 15 avril 1950 | Parti unioniste national (el) |

## Ministres de la Défense nationale, depuis 1950
| # | Nom                             | Début             | Fin               | Parti                                                                  |
| - | ------------------------------- | ----------------- | ----------------- | ---------------------------------------------------------------------- |
|   | Philippos Manouilidis (el)      | 15 avril 1950     | 18 août 1950      | Parti social-démocrate de Grèce (en)                                   |
|   | Sophoklís Venizélos             | 21 août 1950      | 28 août 1950      | Parti libéral                                                          |
|   | Konstantinos Rendis             | 28 août 1950      | 13 septembre 1950 | Parti libéral                                                          |
|   | Constantin Caramanlis           | 13 septembre 1950 | 2 novembre 1950   | Parti du peuple                                                        |
|   | Panagiotis Spiliotopoulos (en)  | 30 juillet 1951   | 27 octobre 1951   |                                                                        |
|   | Aléxandros Sakellaríou          | 27 octobre 1951   | 28 mars 1952      |                                                                        |
|   | Sophoklís Venizélos             | 10 avril 1952     | 24 juillet 1952   | Parti libéral                                                          |
|   | Geórgios Mávros                 | 24 juillet 1952   | 11 octobre 1952   | Parti libéral                                                          |
|   | Ioannis Pitsikas (el)           | 11 octobre 1952   | 18 novembre 1952  |                                                                        |
|   | Aléxandros Papágos              | 23 novembre 1952  | 2 décembre 1952   | Rassemblement grec (en)                                                |
|   | Panagiótis Kanellópoulos        | 2 décembre 1952   | 6 juin 1955       | Rassemblement grec (en)                                                |
|   | Constantin Caramanlis           | 6 octobre 1955    | 10 janvier 1956   | Rassemblement grec (en)                                                |
|   | Sotirios Stergiopoulos          | 11 janvier 1956   | 27 février 1956   |                                                                        |
|   | Aristeidis Protopapadakis       | 29 février 1956   | 2 mars 1958       | Union nationale radicale                                               |
|   | Sotirios Stergiopoulos          | 5 mars 1958       | 17 mai 1958       |                                                                        |
|   | Constantin Caramanlis           | 17 mai 1958       | 20 septembre 1961 | Union nationale radicale                                               |
|   | Charalambos Potamianos (el)     | 20 septembre 1961 | 4 novembre 1961   |                                                                        |
|   | Aristidis Protopapadakis        | 4 novembre 1961   | 11 juin 1963      | Union nationale radicale                                               |
|   | Philippos Dragoumis (el)        | 19 juin 1963      | 28 septembre 1963 |                                                                        |
|   | Dimitrios Papanikolopoulos      | 29 septembre 1963 | 18 février 1964   |                                                                        |
|   | Pétros Garoufaliás              | 18 février 1964   | 15 juillet 1965   | Union du centre                                                        |
|   | Stavros Kostopoulos             | 15 juillet 1965   | 21 décembre 1966  | Union du centre Dissident de l'Union du centre Parti libéral démocrate |
|   | Ioánnis Paraskevópoulos         | 22 décembre 1966  | 30 mars 1967      |                                                                        |
|   | Panagiotis Papaligouras (el)    | 3 avril 1967      | 21 avril 1967     | Union nationale radicale                                               |
|   | Grigorios Spandidakis (en)      | 21 avril 1967     | 13 décembre 1967  | Officier de la junte militaire                                         |
|   | Geórgios Papadópoulos           | 13 décembre 1967  | 8 octobre 1973    |                                                                        |
|   | Nikolaos Efessios               | 8 octobre 1973    | 25 novembre 1973  |                                                                        |
|   | Efstathios Latsoudis            | 25 novembre 1973  | 24 juillet 1974   |                                                                        |
|   | Evángelos Avéroff               | 26 juillet 1974   | 19 octobre 1981   | Union nationale radicale (1974) Nouvelle Démocratie (1974–81)          |
|   | Andréas Papandréou              | 21 octobre 1981   | 25 avril 1986     | PASOK                                                                  |
|   | Ioánnis Kharalambópoulos        | 25 avril 1986     | 1er juillet 1989  | PASOK                                                                  |
|   | Ioánnis Varvitsiótis            | 2 juillet 1989    | 7 octobre 1989    | Nouvelle Démocratie                                                    |
|   | Theodoros Degiannis             | 12 octobre 1989   | 23 novembre 1989  |                                                                        |
|   | Tzannís Tzannetákis             | 23 novembre 1989  | 12 février 1990   | Nouvelle Démocratie                                                    |
|   | Theodoros Degiannis (en)        | 13 février 1990   | 11 avril 1990     |                                                                        |
|   | Ioánnis Varvitsiótis            | 11 avril 1990     | 13 octobre 1993   | Nouvelle Démocratie                                                    |
|   | Gerasimos Arsenis (en)          | 13 octobre 1993   | 24 septembre 1996 | PASOK                                                                  |
|   | Ákis Tsochatzópoulos            | 24 septembre 1996 | 23 octobre 2001   | PASOK                                                                  |
|   | Yiánnos Papantoníou             | 23 octobre 2001   | 10 mars 2004      | PASOK                                                                  |
|   | Spilios Spiliotopoulos (en)     | 10 mars 2004      | 15 février 2006   | Nouvelle Démocratie                                                    |
|   | Evángelos Meïmarákis            | 15 février 2006   | 7 octobre 2009    | Nouvelle Démocratie                                                    |
|   | Evángelos Venizélos             | 7 octobre 2009    | 17 juin 2011      | PASOK                                                                  |
|   | Panos Beglitis                  | 17 juin 2011      | 11 novembre 2011  | PASOK                                                                  |
|   | Dimítris Avramópoulos           | 11 novembre 2011  | 17 mai 2012       | Nouvelle Démocratie                                                    |
|   | Général Frangoulis Frangos (en) | 17 mai 2012       | 21 juin 2012      | Indépendant, ancien chef d'état-major                                  |
|   | Pános Panagiotópoulos           | 21 juin 2012      | 24 juin 2013      | Nouvelle Démocratie                                                    |
|   | Dimítris Avramópoulos           | 24 juin 2013      | 3 novembre 2014   | Nouvelle Démocratie                                                    |
|   | Níkos Déndias                   | 3 novembre 2014   | 27 janvier 2015   | Nouvelle Démocratie                                                    |
|   | Pános Kamménos                  | 27 janvier 2015   | 27 août 2015      | Grecs indépendants                                                     |
|   | Ioannis Giangos (en)            | 28 août 2015      | 21 septembre 2015 |                                                                        |
|   | Pános Kamménos                  | 21 septembre 2015 | 15 janvier 2019   | Grecs indépendants                                                     |
|   | Amiral Evángelos Apostolákis    | 15 janvier 2019   | 9 juillet 2019    |                                                                        |
|   | Nikólaos Panayotópoulos         | 9 juillet 2019    | 26 mai 2023       | Nouvelle Démocratie                                                    |
|   | Alkiviádis Stefanís             | 26 mai 2023       | 27 juin 2023      | Indépendant                                                            |
|   | Níkos Déndias                   | 27 juin 2023      | en cours          | Nouvelle Démocratie                                                    |

## Source
- (en) Cet article est partiellement ou en totalité issu de l’article de Wikipédia en anglais intitulé « List of defence ministers of Greece » (voir la liste des auteurs).